# استاوکا

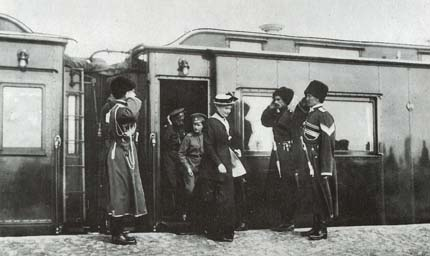
الکساندرا فئودوروفنا، آلکسی نیکولاویچ، تسارویچ الکسی ونیکولاس دوم وارد استاوکا شد

فرماندهی عالی روسیه (روسی: Ставка) شامل فرماندهی کل نیروهای مسلح امپراتوری روسیه و اتحاد جماهیر شوروی سوسیالیستی است. استاوکا در برگیرنده پرسنل اداری و ستادهای عمومی نیروهای مسلح ارتش امپراتوری روسیه در اواخر قرن نوزدهم بود که متعاقباً به نیروهای اتحاد جماهیر شوروی منتقل شد. در ادبیات غربی بعضی وقت‌ها با حروف لاتین بزرگ (STAVKA) نوشته می‌شود، که غلط است، زیرا یک کلمه اختصاری نیست، بنابر این (Stavka) با حروف کوچک نوشته می‌شود و شامل اعضای پرسنل خود، و محل دفتر مرکزی است (معنی اصلی آن از واژه قدیمی روسی ставка، به معنی "چادر") گرفته شده‌است.

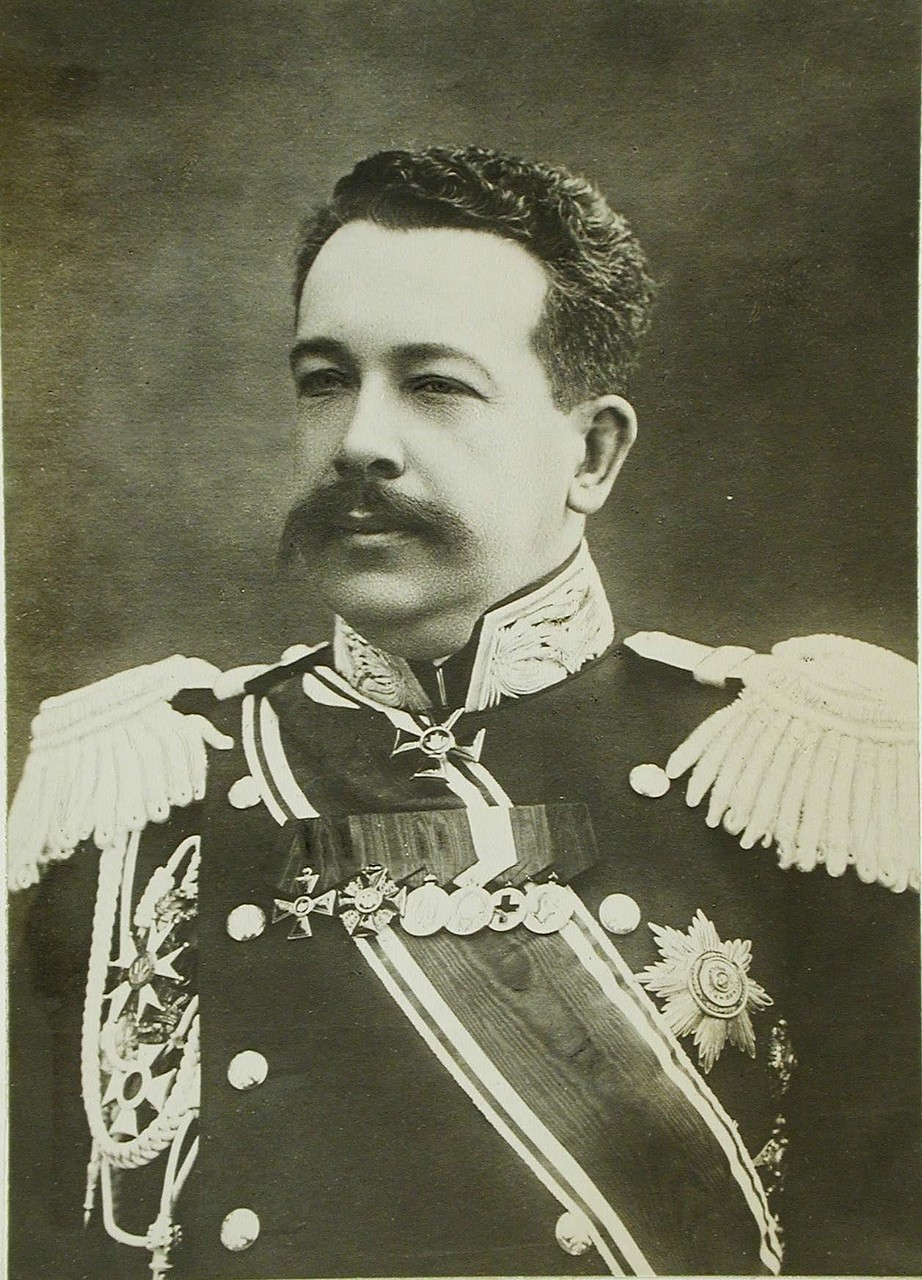
نیکولای یانوشکویچ

## فرماندهی عالی روسیه در جنگ جهانی اول
فرماندهی عالی ارتش روسیه درابتدای جنگ جهانی اول با نیکولاس نیکولاویچ دوک بزرگ بود، دوک دستوراً زیر نظر تزار قرار داشت. پسر بزرگ تزار در آخرین دقایق اوت ۱۹۱۴ نیکلای یکم (روسیه) شد و در ابتدای جنگ هیچ نقشی در تدوین برنامه‌های نظامی نداشت. نیکولای یانوشکویچ رئیس ستاد بود. در تابستان ۱۹۱۵ خود تزار به همراهی میخائیل آلکسیف فرماندهی پرسنل نظامی را برعهده گرفت. در بین سالهای ۱۹۱۵ تا ۱۹۱۷ مقر استاوکا در موگیلف بود و نیکلاس دوم (تزار) برای مدت طولانی فرماندهی کل را برعهده داشت.
Stavka به چندین بخش تقسیم شد:
- گروه سررشته‌دار (بخش عملیات)
- اداره کل وظیفه (سازمان نیروها، لوازم، تبلیغات، امور پرسنل)
- وزارت حمل و نقل نظامی
- بخش دریایی
- شعبه دیپلماتیک (ارتباط با وزارت امور خارجه)

استاوکا ابتدا در براناویچی تأسیس شد. در اوت ۱۹۱۵، با پیشروی آلمان، استاوکا به موگیلف جابجا شد.